# Sam Tingle
Sam Tingle (Manchester, Inglaterra, 24 de agosto de 1921 – Somerset West, África do Sul, 19 de dezembro de 2008) foi um piloto de automobilismo da Rodésia, Zimbábue. Ele participou de cinco corridas da Fórmula 1, estreando em 28 de dezembro de 1963. Apesar disso, nunca pontuou. Tingle também competiu em outras corridas valendo campeonatos regionais. Somente ele e John Love foram os pilotos da Rodésia a competir na F1. Um terceiro piloto, Clive Puzey, não chegou a correr nenhuma vez.